# Kunara

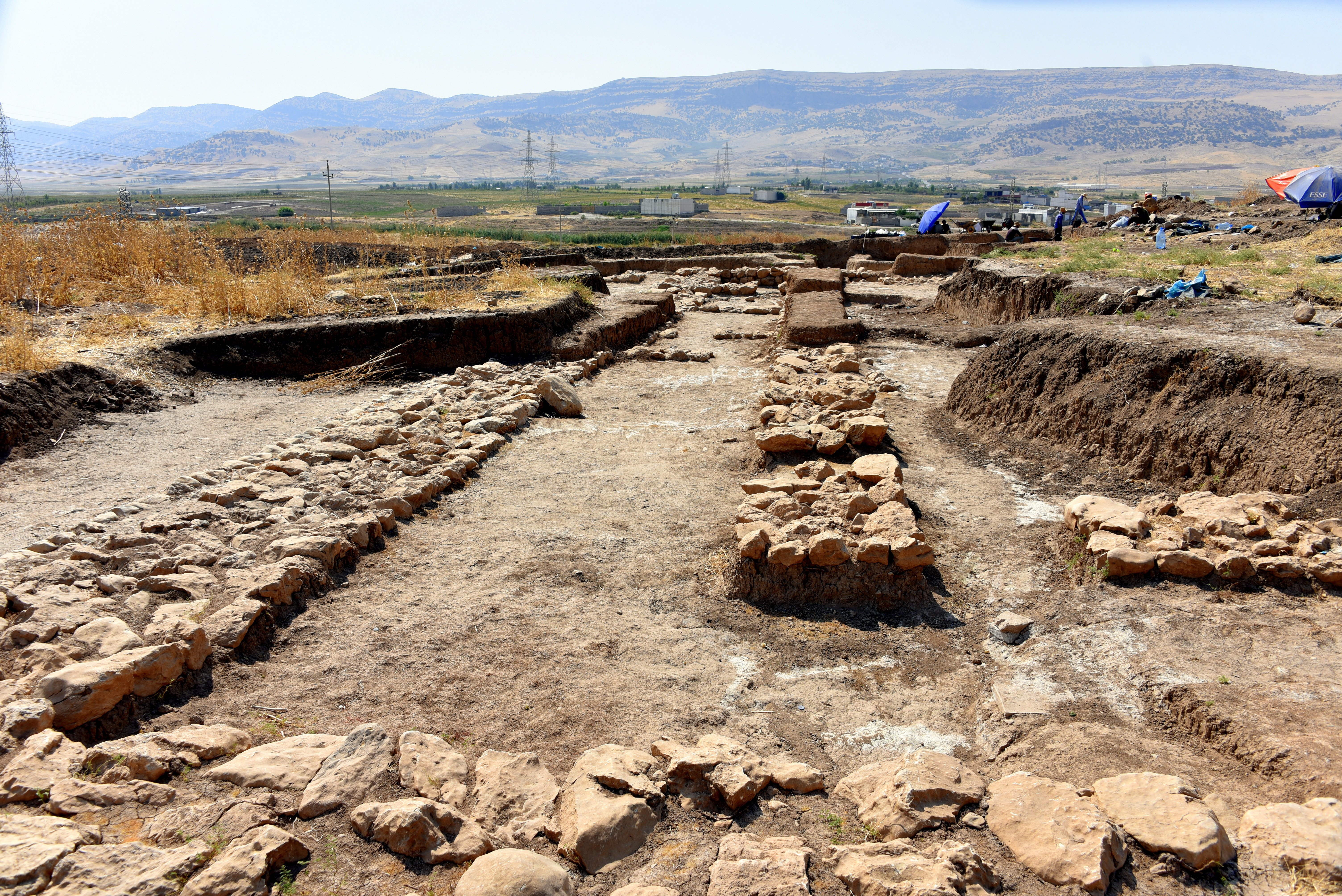
Tell Kunara, Octobre 2019

Kunara est un site archéologique situé à proximité des monts Zagros, environ 5 km au sud-ouest de Souleimaniye (Kurdistan irakien). Ce site, découvert en 2012, a fait l'objet de neuf campagnes de fouilles jusqu'en 2024 dans le cadre de la Mission archéologique française du Peramagron. Il date d'environ 2200 av. J.-C..

## Découverte
Le site de Kunara est situé à la marge orientale de la Mésopotamie et de ce fait la région a connu peu de fouilles au XXe siècle et les rares qui y ont été effectuées ont donné lieu à des publications succintes. En 2010 les autorités du Kurdistan irakien sollicitent une prospection à grande échelle de la région afin de cartographier les sites archéologiques et c'est dans les années suivantes que le site est découvert ; les premiers chantiers de fouilles y sont ouverts en septembre 2012.

## Bâtiments
Les fouilles ont permis de dégager de larges soubassements empierrés courant sur des dizaines de mètres. Ces soubassements sont ce qui reste d'édifices monumentaux édifiés aussi bien dans la partie haute que dans la partie basse du site. Il a aussi été mis au jour une structure rectangulaire à cupules d'environ 1 × 2 m, qui a pu servir durant des cérémonies. La ville a été ravagée par un incendie, plausiblement à l'origine de son abandon.
On a également trouvé les restes d'un réseau d'irrigation au sud de la ville.

## Artéfacts et restes biologiques
On a découvert sur le site :
- des dizaines de tablettes d'argile rectangulaires d'environ 10 cm de côté, couvertes de signes cunéiformes écrits en akkadien ou en sumérien, les premières tablettes connues dans cette région[3] ;
- des outils lithiques en obsidienne, en basalte et en cornaline ;
- des moules pour lames métalliques ;
- de nombreux fragments de céramique, parfois ornés de motifs zoomorphes (serpents, scorpions, etc.).

On a trouvé par ailleurs, mêlés aux artéfacts :
- des os d'ours, de lions et d'autres animaux sauvages ;
- les restes de deux chevaux, des montures exceptionnelles à cette époque ;
- des restes de chèvres, moutons, vaches et porcs.

## Population et culture
La ville se trouvait à la limite orientale de la Mésopotamie, à proximité de l'empire d'Akkad. Elle pourrait avoir été la capitale des Lullubis, peuple des montagnes mentionné par quelques textes mésopotamiens.
Les matériaux des outils lithiques n'existant pas à proximité, les habitants de Kunara devaient entretenir des liens commerciaux avec des sites éloignés au nord (Anatolie et Caucase) ou à l'est (Iran).
Les tablettes listent des entrées et sorties de farine et de grains, mesurées en « gurs du Subartu », une unité de volume inconnue mais qui pourrait être proche du gur impérial d'Akkad (environ 300 litres). L'abondance des récoltes et des restes d'animaux domestiques ainsi que le réseau d'irrigation et les indices d'intenses échanges commerciaux attestent d'une économie bien développée.
Les tablettes mentionnent aussi des titres de dignitaire comme l'Ensí et le Sukkal, ce qui évoque une organisation politique proche du modèle mésopotamien. Les nombreux lieux de provenance des récoltes indiqués par les tablettes sont inconnus et n'ont pas une consonance mésopotamienne, ce qui suggère l'emploi d'une langue propre, inconnue.

## Galerie

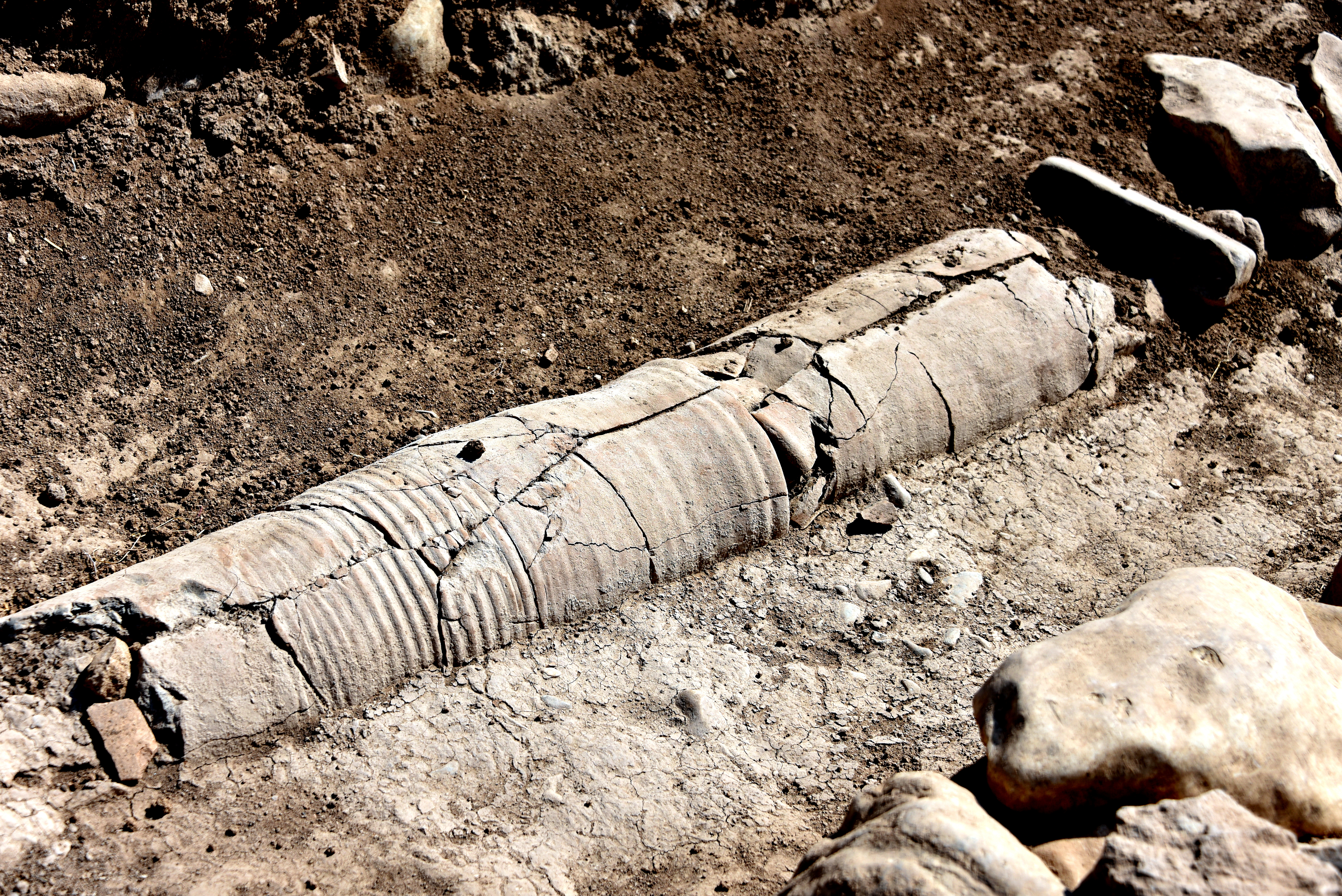
Tell Kunara
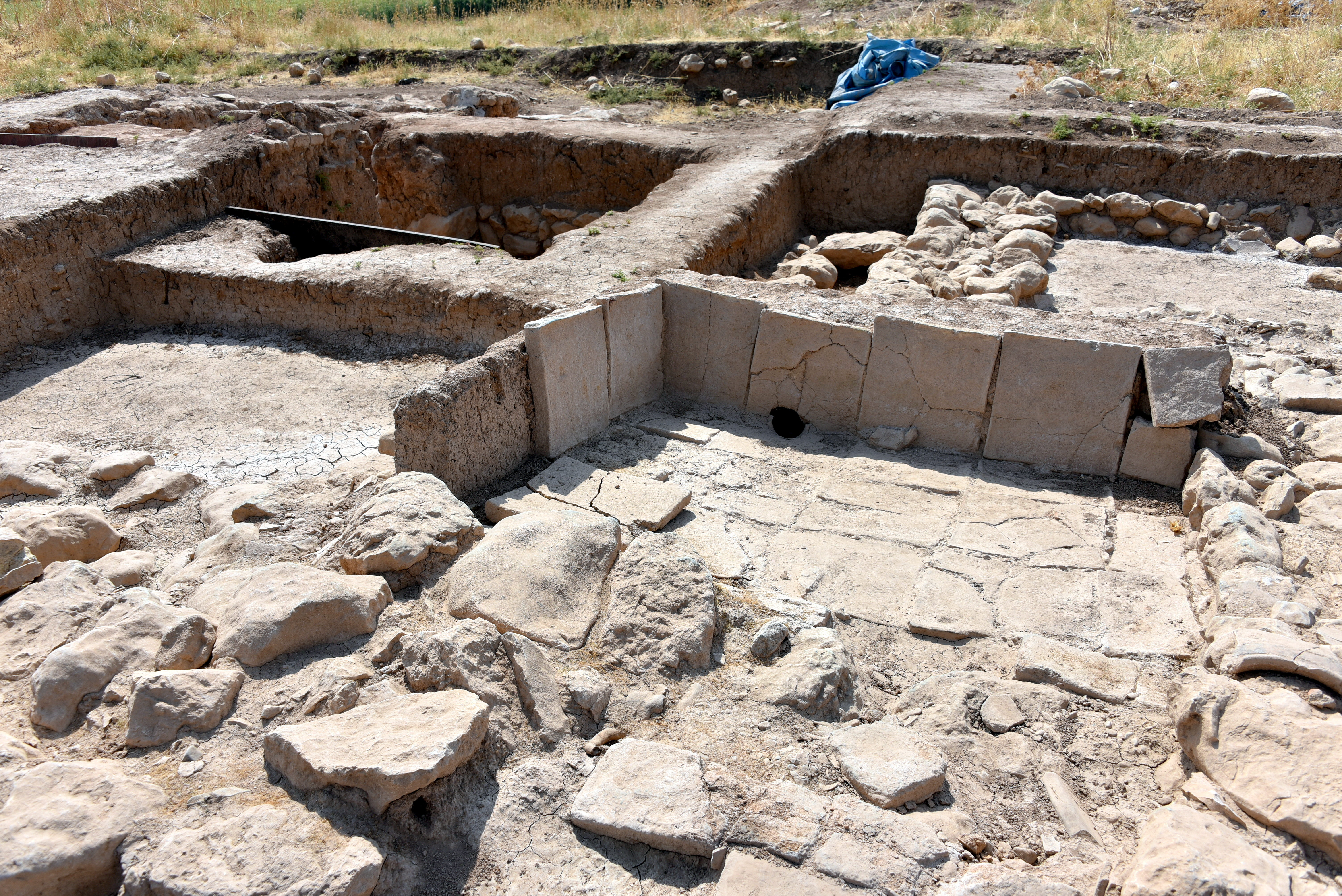
Tell Kunara
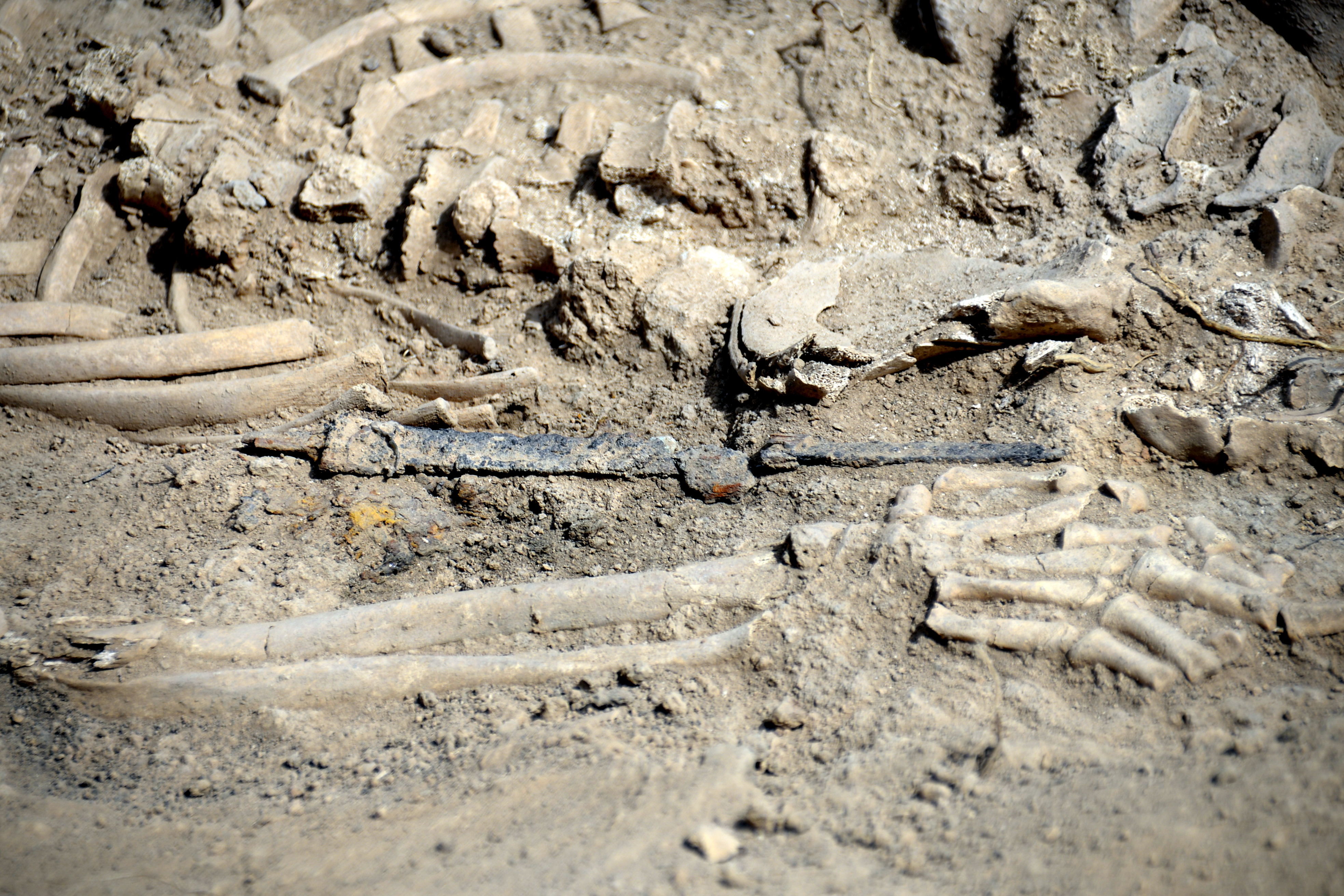
Tell Kunara
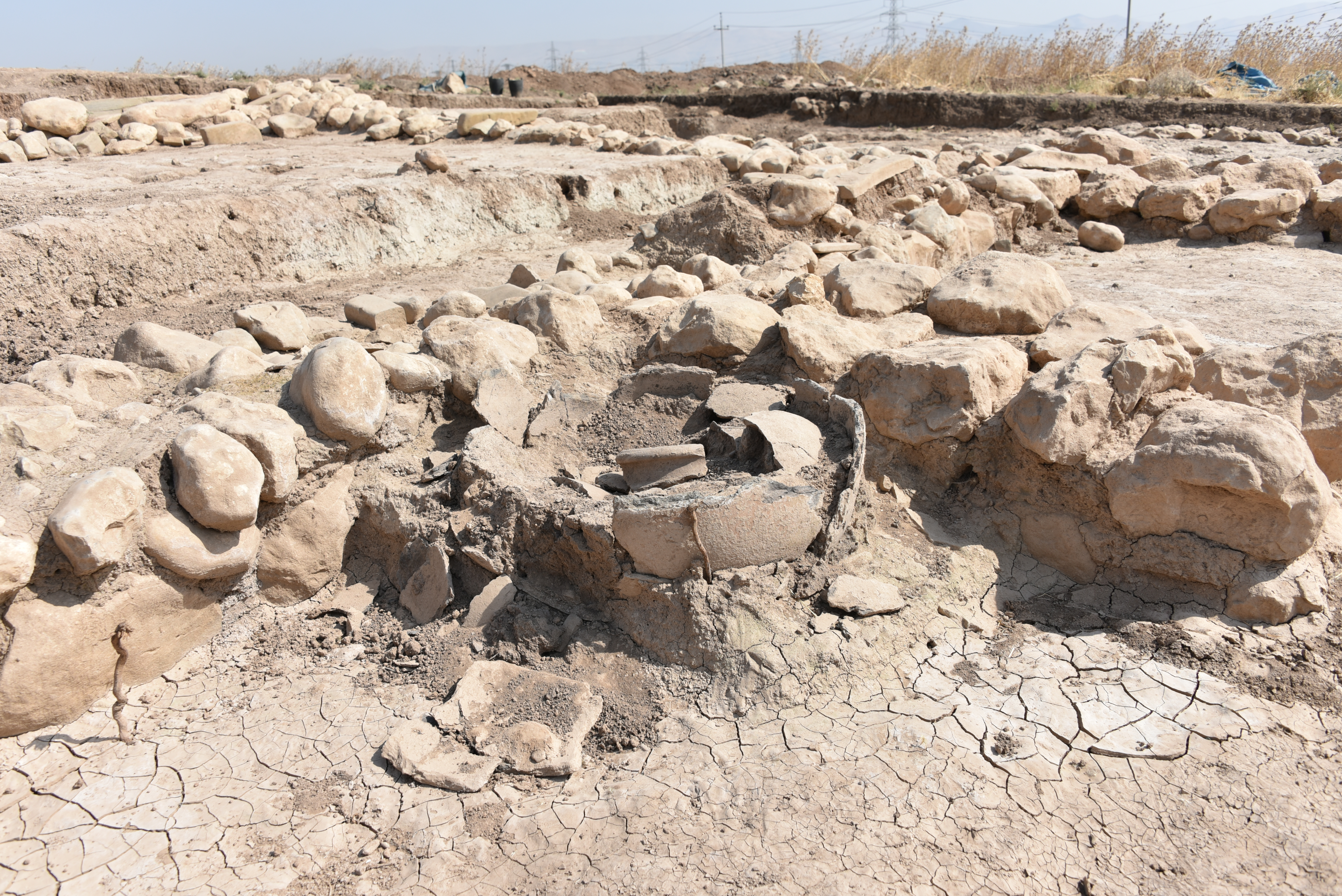
Tell Kunara
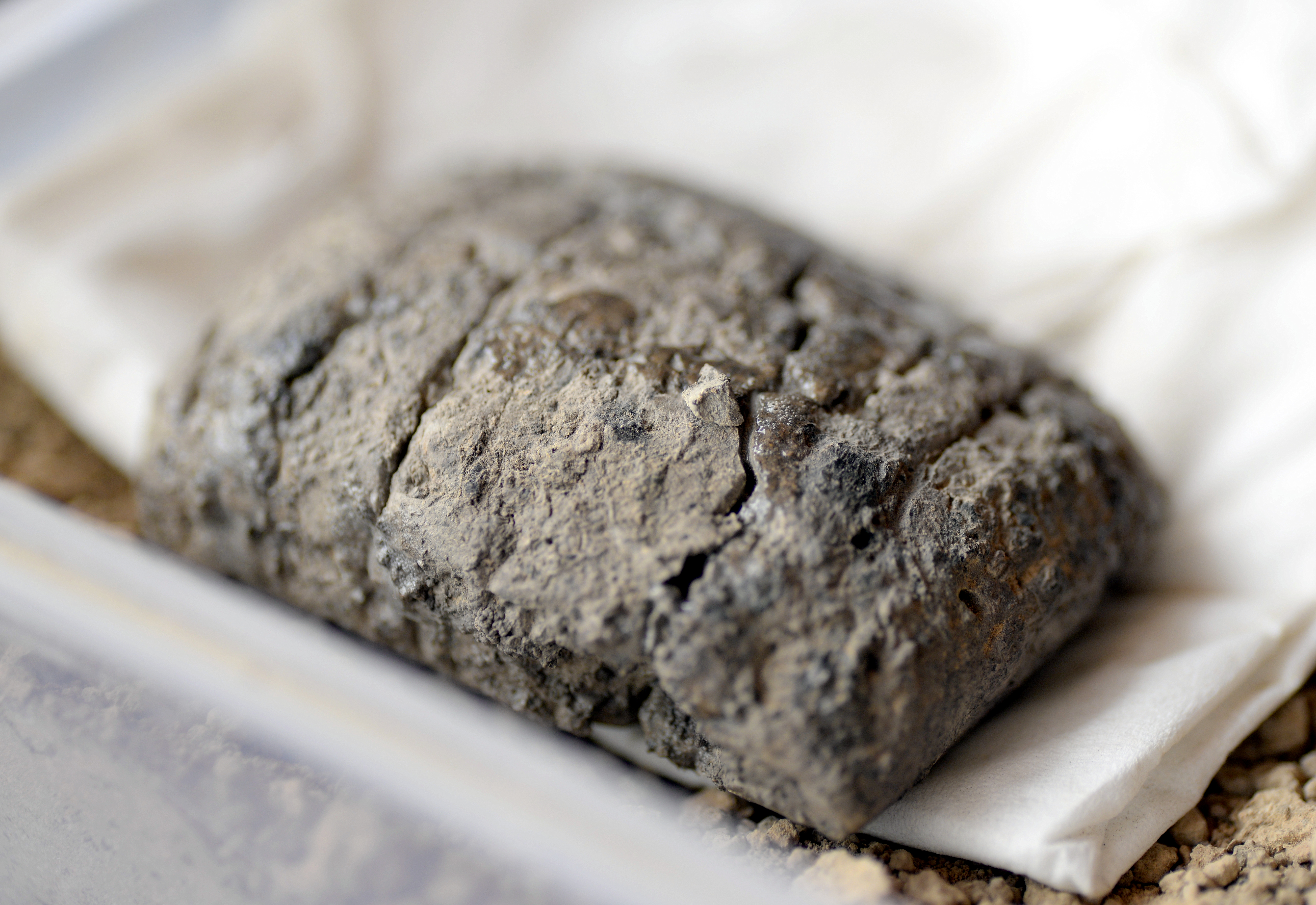
Tablette d'argile de Tell Kunara
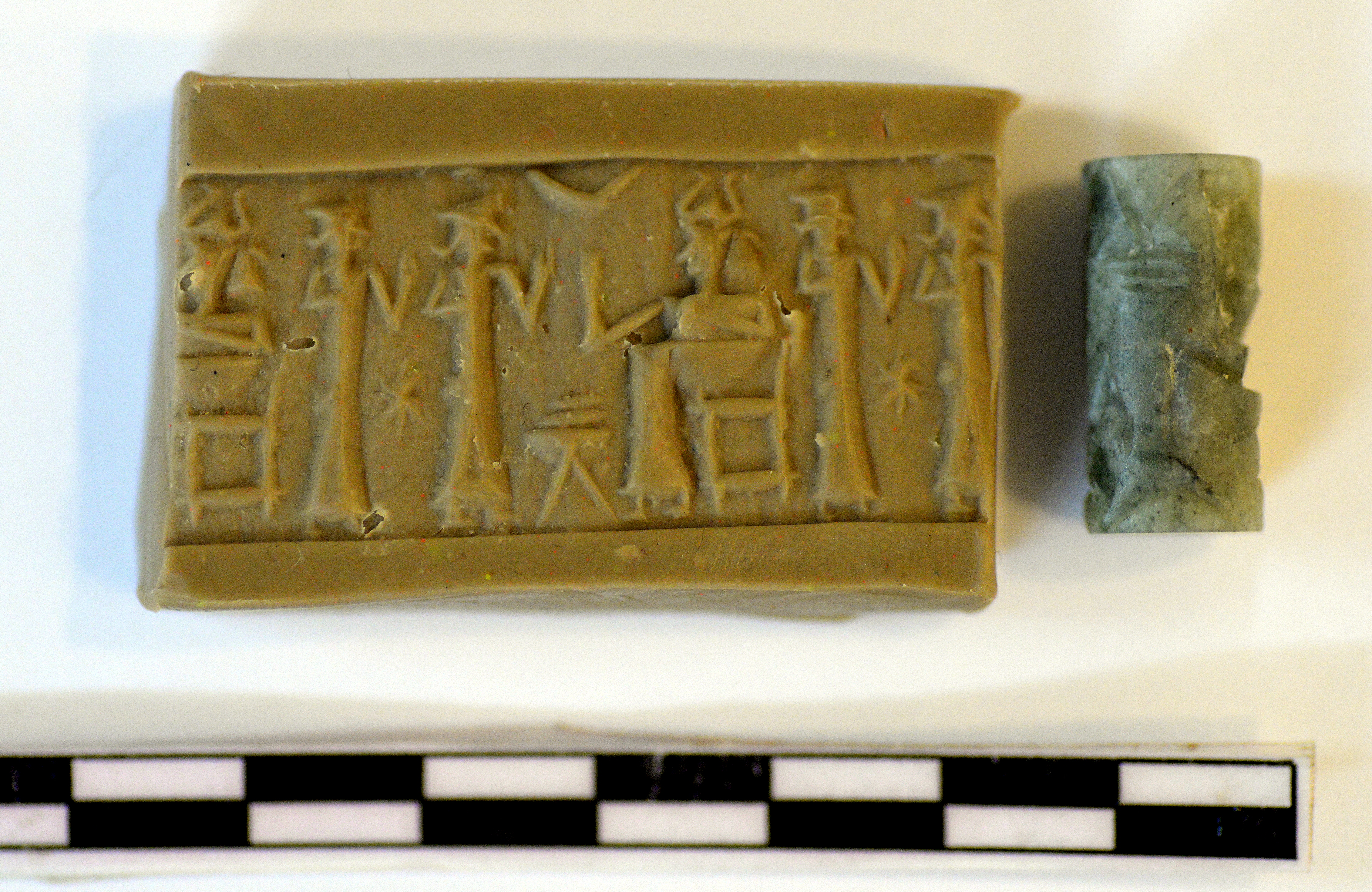
Sceau-cylindre de Tell Kunara